# Invasione del Canada (1775)
L'invasione del Canada del 1775 è stata la prima importante iniziativa militare dell'Esercito continentale durante la guerra d'indipendenza americana. Lo scopo della campagna era di ottenere il controllo militare della provincia del Québec, convincendo i canadesi di lingua francese ad aderire alla rivoluzione delle tredici colonie.
La campagna si compose di due spedizioni. La prima, guidata da Richard Montgomery assediò e conquistò Fort Saint-Jean e arrivò fino a Montréal. La seconda, comandata da Benedict Arnold, attraversò le terre selvagge del Maine fino a Québec. Qui le due spedizioni si riunirono ma vennero sconfitte dall'esercito britannico nella battaglia di Québec del dicembre 1775.
Dopo la vittoria ottenuta in Canada, le forze britanniche - ottenute migliaia di truppe di rinforzi, tra cui figuravano anche mercenari tedeschi provenienti in maggioranza dal Ducato di Brunswick-Lüneburg – lanciarono una controffensiva respingendo gli americani fino a Fort Ticonderoga.

## Contesto
Nella primavera del 1775, dopo le battaglie di Lexington e Concord, la guerra d'indipendenza americana era giunta ad uno stallo: le forze britanniche erano asserragliate a Boston ma i rivoluzionari non riuscivano a prendere la città. Nel maggio – per cercare di ovviare allo scarso equipaggiamento delle truppe americane, Benedict Arnold e Ethan Allen guidarono una spedizione contro Fort Ticonderoga, Fort Crown Point e Fort St. Johns, impadronendosi di armi e munizioni.
A seguito della presa di Ticonderoga, Arnold ed Allen, rendendosi conto che le truppe britanniche erano relativamente poche, suggerirono un'operazione militare contro quella provincia. Nel giugno 1775 il Congresso degli Stati Uniti d'America autorizzò il generale Philip Schuyler a preparare l'invasione.
Schuyler preparò dunque un corpo di spedizione – composto da uomini provenienti da New York, Connecticut e New Hampshire – che, secondo i piani, avrebbe dovuto marciare fino al Lago Champlain e da lì attaccare le città di Montreal e Québec.
Schuyler però non si decideva a dare il via all'operazione e intanto si venne a sapere che il generale britannico Carleton aveva iniziato a fortificare le proprie posizioni a difesa di Montreal.

## La spedizione di Montgomery
Il 25 agosto Montgomery, approfittando del fatto che Schuyler era impegnato in una conferenza per convincere i nativi americani a sostenere i patrioti americani, decise di guidare 1 200 uomini fino all'Île aux Noix, nei pressi del fiume Richelieu. Schuyler non poté fare altro che raggiungere Montgomer e proseguire la spedizione.
Ben presto, gravemente malato, Schuyler lasciò il comando a Montgomery che, ottenuti nuovi rinforzi, il 17 settembre iniziò l'assedio di Fort St. Jean tagliando le linee di comunicazione con Montreal ed impadronendosi dei rifornimenti destinati al forte. Il 30 ottobre il generale Carleton cercò invano di rompere l'assedio che capitolò il 3 novembre.
Montgomery proseguì dunque la sua avanzata e l'8 novembre occupò l'Île des Sœurs sul fiume San Lorenzo dove fu accolto come un liberatore. Montreal cadde senza particolari resistenze il 13 novembre in quanto Carleton, che riteneva impossibile difendere la città, decise di ritirarsi.
Il 28 novembre Montgomery lasciò circa 200 uomini a Montréal e partì verso Québec alla testa di sole 300 truppe (la maggior parte dei contratti dei suoi soldati erano scaduti ed essi avevano fatto ritorno a casa).

## La spedizione di Arnold
Quasi contemporaneamente Benedict Arnold aveva preso contatto con George Washington suggerendogli di aiutarlo ad invadere il Québec. Washington decise di dare ad Arnold 1 100 soldati.
Arnold partì dunque da Newburyport, in Maine, risalendo il fiume Kennebec fino a Fort Western (l'attuale Augusta). Dopo aver superato moltissime difficoltà (sia a causa della natura selvaggia che del cattivo tempo) Arnold arrivò alle porte di Québec unendosi alle forze di Montgomery.

## L'assedio di Québec
Il 31 dicembre 1775 Montgomery e Arnold lanciarono, sotto una fitta nevicata, un attacco contro Québec. Inferiori per uomini e mezzi gli americani vennero sonoramente sconfitti da Carleton; Montgomery rimase ucciso, Arnold venne ferito. Invece di inseguire il nemico in rotta, Carleton attese rinforzi e Arnold rimase nei pressi della città fino al marzo 1776 quando venne sostituito dal generale Wooster.

## La controffensiva di Carleton
Il 6 maggio 1776 una piccola flotta di navi britanniche arrivò in Québec con circa 3 000 soldati per dare sostegno a Carleton. Questi però attese fino al 22 maggio per attaccare gli americani che intanto si erano ritirati verso Sorel.
Arrivato a Sorel il 14 giugno, Carleton scoprì che gli americani si erano ritirati poco prima verso Chambly.

## Conseguenze
L'invasione del Québec fu un disastro per gli americani. Carleton – inviso al responsabile della Segreteria di Stato per le Colonie George Germain - venne criticato aspramente da Burgoyne per non aver inseguito le truppe americane in ritirata e fu sostituito proprio da quest'ultimo.
Una porzione significativa dell'esercito continentale schierato a Ticonderoga venne inviato verso sud per sostenere la difesa del New Jersey. Qui infatti George Washington aveva già perso New York ed entro dicembre sarebbe stato costretto a ritirarsi in Pennsylvania lasciando il New Jersey alla mercé dei britannici.